# Gerald McBoing-Boing
Gerald McBoing-Boing is een korte animatiefilm van de Amerikaanse animatiestudio United Productions of America (UPA) uit 1950 onder de regie van Robert Cannon gebaseerd op een kinderverhaal van Dr. Seuss. Hij werd in 1995 opgenomen in het National Film Registry.

## Verhaal
Gerald McBoing-Boing is een jongen die niet kan spreken maar daarvoor in de plaats alleen maar geluidseffecten kan maken. Zijn ouders zijn hopeloos en de kinderen willen niet met hem spelen.
Op een dag besluit hij weg te lopen en komt hij een grote radio-eigenaar tegen die hem wil inhuren voor een hoorspel waardoor Gerald McBoing-Boing in een klap beroemd en populair is.

## Vervolgen
Na de tekenfilm kwamen er in de periode tot aan 1956 nog drie korte vervolgen uit, waarna hij uiteindelijk zelfs in de periode tussen 1956 en 1957 een eigen televisieserie kreeg genaamd The Gerald McBoing-Boing Show. Tussen 2005 en 2007 probeerde Cartoon Network het succes van de tekenfilm weer te doen herleven met een nieuw programma.